# Alphonse de Berghes
Alphonse de Berghes (in olandese Alphonsus van Bergen; Bruxelles, 9 settembre 1624 – 7 giugno 1689) è stato un arcivescovo cattolico belga.

## Biografia
Nato nel 1624 a Bruxelles dalla nobile casa di Glymes, era figlio di Godefroi de Glymes-Berghes, conte di Grimberghen, e di Honorine d'Hornes. Studiò all'Università di Lovanio e intraprese la carriera ecclesiastica, venendo ordinato sacerdote il 22 maggio 1650.
Nel 1656 diventò cappellano di corte del governatore dei Paesi Bassi spagnoli, Giovanni d'Austria. Il 2 luglio 1667 venne nominato vescovo di Tournai per volere di Elisabetta di Valois, regina consorte di Spagna, ma a causa della conquista della città da parte dei francesi non prese mai possesso della diocesi, che fu invece affidata a Gilbert de Choiseul.
Il 17 novembre 1670 venne nominato arcivescovo metropolita di Malines da papa Clemente X e fu consacrato il 25 gennaio successivo dal vescovo Marius Ambrosius Capello, insieme a Martin Prats e Ignaas-August van Grobbendonck Schetz come co-consacranti. Mantenne l'incarico fino alla morte, avvenuta nel 1689, e fu sepolto nella cattedrale di San Rombaldo.

## Genealogia episcopale e successione apostolica
La genealogia episcopale è:
- Cardinale Juan Pardo de Tavera
- Cardinale Antoine Perrenot de Granvelle
- Vescovo Frans van de Velde
- Arcivescovo Louis de Berlaymont
- Vescovo Maximilien Morillon
- Vescovo Pierre Simons
- Arcivescovo Matthias Hovius
- Arcivescovo Jacobus Boonen
- Arcivescovo Gaspard van den Bosch
- Vescovo Marius Ambrosius Capello, O.P.
- Arcivescovo Alphonse de Berghes

La successione apostolica è:
- Vescovo François de Baillencourt (1671)
- Vescovo Lancelot de Gottignies (1672)
- Vescovo Henri Van Halmaele (1672)
- Vescovo Réginald Cools, O.P. (1677)
- Vescovo Frans van Horenbeke (1677)
- Vescovo Guilelmus Herincx, O.F.M. Rec. (1677)
- Vescovo Aubertus van den Eede (1677)
- Vescovo Jean-Ferdinand Van Beughem (1679)
- Vescovo Pierre van den Perre (1681)
- Vescovo Albert de Hornes (1681)
- Arcivescovo Humbertus Guilielmus de Precipiano (1683)
- Cardinale Sebastiano Antonio Tanara (1687)
- Arcivescovo Petrus Codde, C.O. (1689)